# Chauray
Chauray é uma comuna francesa na região administrativa da Nova Aquitânia, no departamento de Deux-Sèvres. Estende-se por uma área de 14,5 km². Em 2010 a comuna tinha 7 250 habitantes (densidade: 500 hab./km²).